# Eriksbergarna

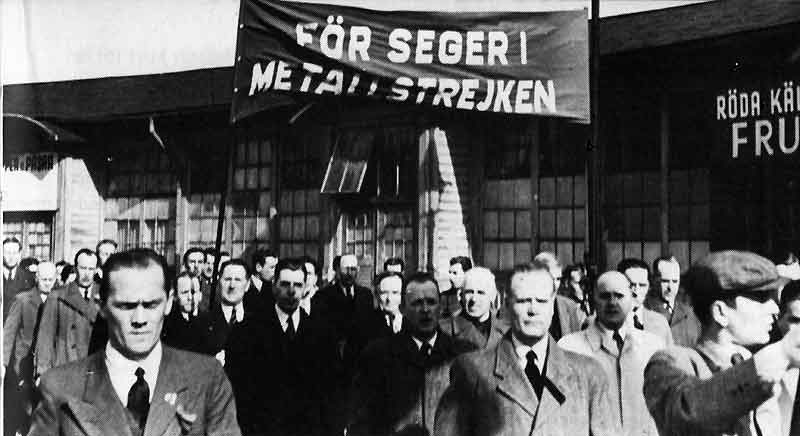
Teatergruppen Eriksbergarna grundades under metallstrejken 1945. Här en bild från en demonstrationen i Göteborg den 8 april 1945.

Eriksbergarna var en teatergrupp som bildades under den stora metallstrejken 1945 på Eriksbergs Mekaniska Verkstad i Göteborg. Det började som underhållning för de strejkande men mot slutet av 1940-talet skapade de större teaterföreställningar och revyer, bland annat med regissörer som Sture Ericson och Hans Bergström. När de fyllde 15 år satte de upp Natthärbärget av Maksim Gorkij som jubileumsföreställningen.